# Norberto González
Artikeln följer den spanska namnseden; faderns efternamn är González och moderns efternamn Miranda.
Norberto González Miranda, född den 10 oktober 1979 i Cienfuegos, är en kubansk basebollspelare som tog guld för Kuba vid olympiska sommarspelen 2004 i Aten, och som även tog silver vid olympiska sommarspelen 2008 i Peking.
González representerade även Kuba vid World Baseball Classic 2006, 2009 och 2013. 2006, när Kuba kom tvåa i turneringen, spelade han tre matcher och hade en earned run average (ERA) på 3,86 och tre strikeouts, 2009 spelade han fyra matcher och hade en ERA på 2,45 och fyra strikeouts och 2013 spelade han fyra matcher och hade en ERA på 2,08 och sju strikeouts.